# Phanias salvadorensis
Phanias salvadorensis là một loài nhện trong họ Salticidae.
Loài này thuộc chi Phanias. Phanias salvadorensis được Otto Kraus miêu tả năm 1955.